# Cementárna Maloměřice
Cementárna Maloměřice se nacházela v Brně-Maloměřicích, na jižním okraji Moravského krasu a byla součástí společnosti Českomoravský cement, a.s. Do roku 1998 byla Maloměřická cementárna součástí akciové společnosti Cementárny a vápenky Mokrá.

## Historie
V roce 1906 dala obec Maloměřice do nájmu pozemky firmě Leo Czech a spol, která zahájila v roce 1907 výstavbu cementárny a v roce 1908 byl zahájen provoz. Projekt a výstavbu provedla dánská firma F. L. Smidth & Co., Kodaň. Výroba slínku činila až 100 tun denně s 150 dělníky. Pohon strojů zabezpečoval dvouválcový parní stroj s výkonem 1000 HP. V roce 1911 byla cementárna modernizována a rozšířená o dvě rotační pece, kolové mlýny drtič vápence a pro uskladnění cementu postaveno pět železobetonových sil. Výroba se zvýšila na 320 tun vypáleného slínku denně při 320 zaměstnancích (z toho 110 pracovalo v lomu). V roce 1928 byla zahájená výstavba dalších 24 železobetonových sil na 430 tun (každé) cementu a postavena balírna cementu firmou Bates Wien. V roce 1925 byla zahájená výstavba páté rotační pece, tří kotlů na odpadní teplo s odprašovacím zařízením firmy Oski, nového komína (75 m vysoký) a strojovny pro parní turbíny. V roce 1929 byla uvedena do provozu šestá rotační pec. Výrobu cementu zajišťovalo na 450 dělníků a 50 techniků.
V roce 1939 byla firma zrušena, majetek zkonfiskován a uvalena nucená zpráva německými okupačními úřady. V roce 1941 byla zřízená nová firma Zement und Kalkwerke Malmeritz, A. G.., Brünn - Malmeritz. Německá firma závod začala rozšiřovat. V roce 1945 po ukončení druhé světové války byla ustanovena národní rada a dne 1. ledna 1946 vytvořen národní podnik Moravskoslezské cementárny a vápenice. Dne 9. července 1949 byl zřízen národní podnik Maloměřická cementárna a vápenice se sídlem v Brně - Maloměřicích, který zahrnoval mimo jiné vápenky a vápenice v okolí Brna. V roce 1958 pro výpal slínku na všech pecích byl používán zemní plyn. Národní podnik Maloměřická cementárna a vápenice byl zrušen 31. prosince 1978. dnem 1. ledna 1980 vznikl koncernový podnik Cementárny a vápenky Mokrá, který se stal v lednu 1990 státním podnikem. Dne 1. ledna 1991 byl státní podnik přeměněn na akciovou společnost a dnem 19. prosince 1991 privatizován s majoritním podílem belgické společnosti CBR. V roce 1990 byla zahájená demolice expedice cementu a další objektů závodu. V roce 1998 Cement Bohemia Praha, a.s. se sloučila se společností Cementárny a vápenky Mokrá, a.s. a vytvořily nový podnik Českomoravský cement, a.s. Ke dni 31. prosince 1998 byla výroba cementu v maloměřické cementárně zastavena.
| rok  | slínek [t] | cement [t] | zdroj | rok  | slínek [t] | cement [t] | zdroj |
| ---- | ---------- | ---------- | ----- | ---- | ---------- | ---------- | ----- |
| 1937 |            | 189130     | [ 3 ] | 1970 | 413 531    | 498 011    | [ 3 ] |
| 1940 | 236 594    | 252 072    | [ 3 ] | 1975 | 424 297    | 521 111    | [ 3 ] |
| 1945 | 27 197     | 38 866     | [ 3 ] | 1980 | 393 300    | 555 400    | [ 3 ] |
| 1950 | 218 489    | 293 312    | [ 3 ] | 1985 | 393 100    | 658 200    | [ 3 ] |
| 1955 | 241 294    | 304 556    | [ 3 ] | 1990 | 363 700    | 467 200    | [ 3 ] |
| 1960 | 285 417    | 418 755    | [ 3 ] | 1995 | 207 850    | 240 100    | [ 3 ] |
| 1965 | 401 725    | 463 650    | [ 3 ] | 1996 | 305 050    | 336 100    | [ 3 ] |

### Vlečka
Ze stanice Brno-Obřany byla zavedena vlečka do cementárny Maloměřice. K rozvozu vagónů byla používána parní lokomotiva a k posunu jednotlivého vagonu k vykládce nebo nakládce spilové zařízení a posuvna vagonů. V současné době obsluhuje teplárnu v Brně-Maloměřicích. Provoz vlečky je řízen ze stanice Brno-Maloměřice.

## Lomy

### Lom Džungle
Vápenec pro výrobu cementu byl zabezpečován z lomu Džungle, nacházel se na západní straně Hádů. Pro jeho přepravu byla postavena lanová dráha. Vápenec byl těžen ručně asi devadesáti dělníky, od roku 1911 byly zavedeny pneumatické vrtačky. V roce 1928 byla v lomu postavena drtírna dodána firmou První brněnská strojírna. V roce 1929 byla zrušena lanová dráha. V roce 1966 byla v lomu postavena nová drtírna a v roce 1984 byla modernizována. V roce 1996 byl lom uzavřen a provedena rekultivace. Je zde provozováno Lamacentrum Hády, kde funguje ekocentrum a infocentrum ČSOP a minizoo s chovem lam alpak, ovcí a zakrslých koz.

### LomRůženín
byl otevřen v roce 1925, těžba byla prováděna pneumatickými kladivy firmy Vítkovice. Doprava vápence byla zabezpečena úzkokolejnou dráhou. Mezi lomy Džungle a Růženín byly proraženy dva tunely.

### Lom Habeš
V blízkosti Velké Klajdovky po ukončení druhé světové války byl otevřen lom pro těžbu vysokoprocentního vápence. Surovina byla dovážená do Růženína lomu auty k dalšímu zpracování. Z důvodů vysokých nákladů na dopravu byl lom uzavřen a těžba převedena do Lesního lomu.

### Lom Lesní
Lesní lom v Líšni zabezpečoval vysokokvalitní vápenec. Jeho dopravu zabezpečovala lanovka firmy Bleichert Trasportanlagen Leipzig o výkonu 100 tun za hodinu, postavena v roce 1947. V roce 1966 byly stará lanová dráha nahrazena novou o výkonu 150 tun za hodinu dodanou firmou Transporta Chrudim. v roce1970 byl uveden do provozu rozrývač Caterpillar a nakladač téže firmy. V roce 1984 Byla lanová dráha zrušena. Těžený vápenec byl na lom Džungle dopravován velkotonážními auty.
V lomech byla k dopravě vápence od stěn k drtičům zajišťována úzkokolejnými dráhami, nakládání bylo prováděno elektrickými rypadly. V šedesátých letech 20. století byla kolejová doprava nahrazena automobilovou. Byly používána automobily Tatra, Belaz 540, dumpery atd.

## Zajímavosti
- Výroba vápna s vápenkou Mokrá byla prodána společnosti Carmeuse Czech Republic, s.r.o. v roce 2003.[4]
- Název Cementárna Maloměřice s. r. o. používá od roku 2010[8] podnik zabývající se pronájmem a prodejem administrativních, obchodních, skladovacích, nebytových a průmyslových prostor, parkovacích míst, garáží, kanceláří, skladů a pozemků.[9]